# Helen Wainwright
Helen E. Wainwright, później Stelling (ur. 15 marca 1906 w Nowym Jorku, zm. 11 października 1965 w Hampton Bays) – amerykańska skoczkini do wody i pływaczka, wicemistrzyni olimpijska w obu tych dyscyplinach.

## Kariera sportowa

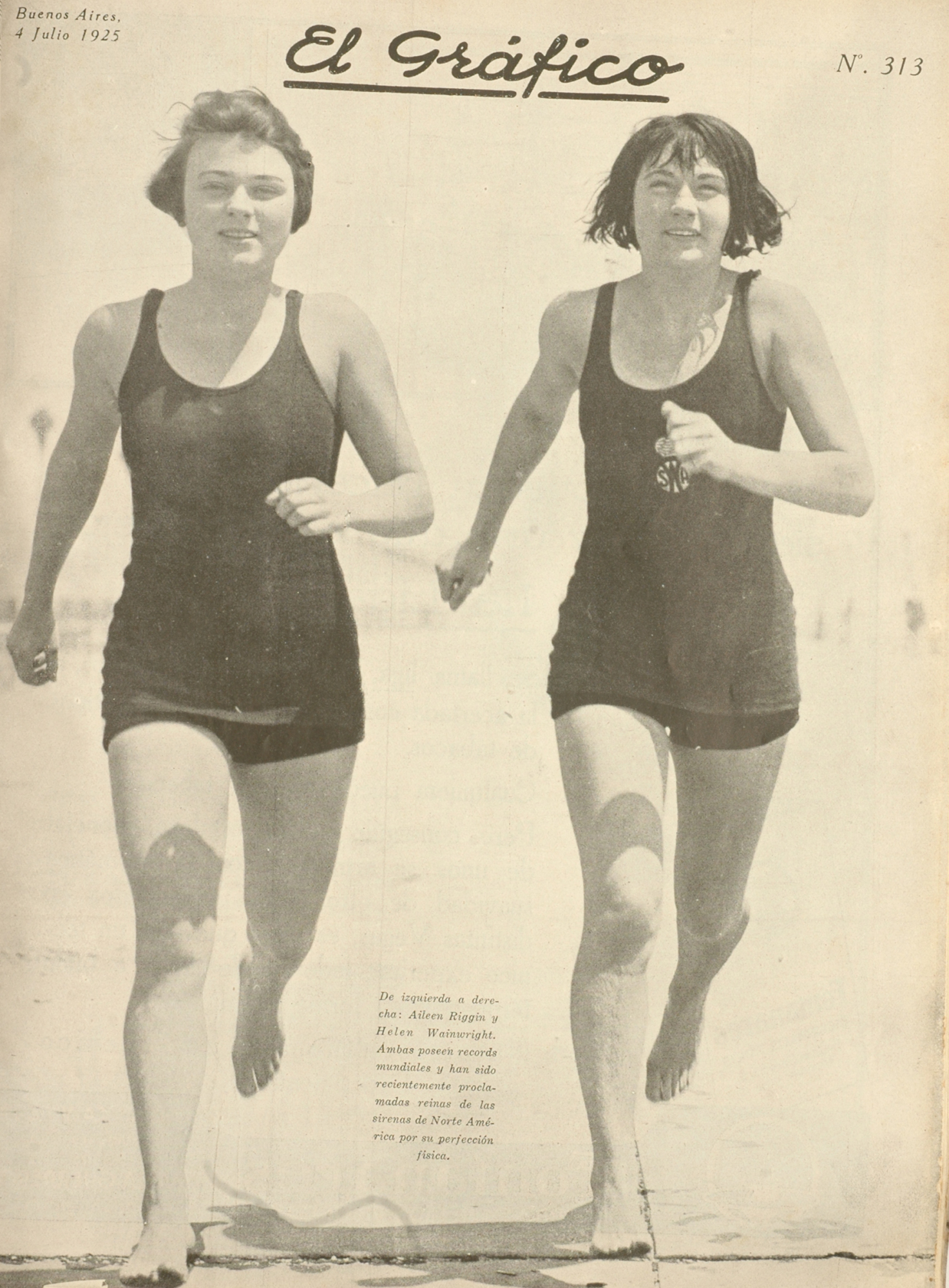
Helen Wainwright (z prawej) i Aileen Riggin w 1925

W wieku 14 lat zdobyła srebrny medal skokach z trampoliny na igrzyskach olimpijskich w 1920 w Antwerpii, przegrywając jedynie z Aileen Riggin, a wyprzedzając Thelmę Payne (w konkursie wzięły udział tylko cztery zawodniczki, wszystkie ze Stanów Zjednoczonych).
Później skoncentrowała się na pływaniu. 19 sierpnia 1922 w Nowym Jorku został pierwszą w historii rekordzistką świata na długim basenie na dystansie 1500 m stylem dowolnym z czasem 25:06,6 (rekord ten został poprawiony 31 grudnia 1925). Zdobyła srebrny medal na dystansie 400 m stylem dowolnym na igrzyskach olimpijskich w 1924 w Paryżu, za swą koleżanką z reprezentacji USA Marthą Norelius, a przed inną Amerykanką Gertrude Ederle.
Była pierwotnie wytypowana do pojęcia próby pierwszego przepłynięcia kanału La Manche przez kobietę, ale podczas przygotowań naciągnęła mięsień i w jej miejsce popłynęła Gertrude Ederle.
Zdobyła 17 tytułów mistrzyni Stanów Zjednoczonych w pływaniu i 2 w skokach do wody.
W 1972 została przyjęta do International Swimming Hall of Fame.